# PERCS
PERCSは、アメリカ国防総省の国防高等研究計画局による高生産性計算機システムプロジェクト （HPCS）用に、IBMが開発中のスーパーコンピュータのシステムである。名称の「PERCS」は「生産的・運用容易・有信頼性計算機システム」を意味する英語の「productive, easy-to-use, reliable computing system」に由来するものである。

## 歴史
高生産性計算機システムプロジェクトは2002年から2010年までの、3段階に分かれた研究開発プロジェクトである。第2段階ではIBMの他にクレイとサン・マイクロシステムズの3社が選定された。この段階でIBMは、12の大学とロスアラモス国立研究所によるコンソーシアムで協業した。その目的は、新しいチップの技術、新しいコンピュータのアーキテクチャ、オペレーティングシステム、コンパイラーやプログラミング環境などを活用して、商用にも利用可能なコンピューティングシステムを構築することであった。
2006年11月にIBMは第3段階の1ベンダーに選定され、2010年までに PERCS 技術と試作システムの継続開発のために2億4400万億ドルの資金提供が発表された。
PERCS 技術を使用した（PERCSシステム以外の）最初のスーパーコンピュータは Blue Waters システムで、2011年の稼動時に数ペタフロップスを予定していた。更に2007年10月、IBMはアナリスト向けカンファレンスの中で、PERCSは2010年に10ペタフロップスに達する予定と発表した。しかし、2011年8月6日付でIBMは契約を打ち切り、当初の計画はキャンセルされた。

## 技術
PERCSは、開発中のPOWER7マイクロプロセッサ、AIXオペレーティングシステム、X10言語、GPFSファイルシステムなどの、サーバーやスーパーコンピュータのIBMの広範な技術を使用する予定である。

## 参照
1. ↑  IBM Has Its PERCS （HPCwire、2006年4月7日）
2. ↑  Cray, IBM picked for U.S. petaflop computer effort （EETimes、2006年11月22日）
3. ↑  DARPA Selects IBM for Supercomputing Grand Challenge （IBM、2006年11月21日）
4. ↑  Petascale Project Blue Waters Gets Green Light （HPCwire、2008年8月27日）
5. ↑  IBM：POWER7で2010年に10PFLOPSを目指すことを改めて表明 （ガートナー、2010年10月11日）
6. ↑  IBM、10PFLOPS超の性能を目指したスパコン「Blue Waters」の開発から撤退 （マイナビ、2011年8月10日）